# 몽골 대통령

몽골의 국장

몽골국 대통령(몽골어: Монгол Улсын Ерөнхийлөгч)은 몽골의 국가원수이다. 직선제를 통해 선출한다. 임기는 6년 단임제이며 중임이 불가능하다.

## 목록
역대 몽골의 대통령은 다음과 같다. 현재 대통령은 오흐나깅 후렐수흐이다.
| 대 | 이름                | 사진 | 출생일 - 사망일 | 취임일          | 퇴임일          | 정당            |
| -- | ------------------- | ---- | --------------- | --------------- | --------------- | --------------- |
| 1  | 폰살마깅 오치르바트 |      | 1942-2025       | 1990년 3월 21일 | 1997년 6월 20일 | 몽골 인민혁명당 |
| 2  | 나차깅 바가반디     |      | 1950-           | 1997년 6월 20일 | 2005년 6월 24일 | 몽골 인민혁명당 |
| 3  | 남바링 엥흐바야르   |      | 1958-           | 2005년 6월 24일 | 2009년 6월 18일 | 몽골 인민혁명당 |
| 4  | 차히아깅 엘벡도르지 |      | 1963-           | 2009년 6월 18일 | 2017년 7월 10일 | 몽골 민주당     |
| 5  | 할트마깅 바톨가     |      | 1963-           | 2017년 7월 10일 | 2021년 6월 25일 | 몽골 민주당     |
| 6  | 오흐나깅 후렐수흐   |      | 1968-           | 2021년 6월 25일 | 현재            | 몽골 인민당     |

## 같이 보기
- 몽골의 총리